# Pachydema peltastes
Pachydema peltastes är en skalbaggsart som beskrevs av Sylvain Auguste de Marseul 1879. Pachydema peltastes ingår i släktet Pachydema och familjen Melolonthidae. Inga underarter finns listade i Catalogue of Life.